# 中共柘荣县党小组旧址
中共柘荣县党小组旧址，又名中共柘洋小组旧址、柘荣第一个党小组会址，是位于中国福建省宁德市柘荣县双城镇上城社区西侧的一个中国共产党革命遗址，2000年3月入选第四批柘荣县文物保护单位。

## 建筑及历史
中共柘荣县党小组旧址是一座清代建筑，坐东朝西，砖木构穿斗式单檐硬山顶，上下两厅与左右廊庑相连，中间是天井，通进深22.8米，通面阔12米。1932年11月，中共福安中心县委书记马立峰派柘洋籍党员林爱到柘洋地区开展革命活动，1933年11月，林爱召集被发展来的群众在此地开会，成立中共党小组，林爱任组长。翌年，该小组在下城村改组为中共霞浦县上西柘洋区委，王陶生任首任书记。主体建筑刘氏宗祠为附属保护单位。

## 图集

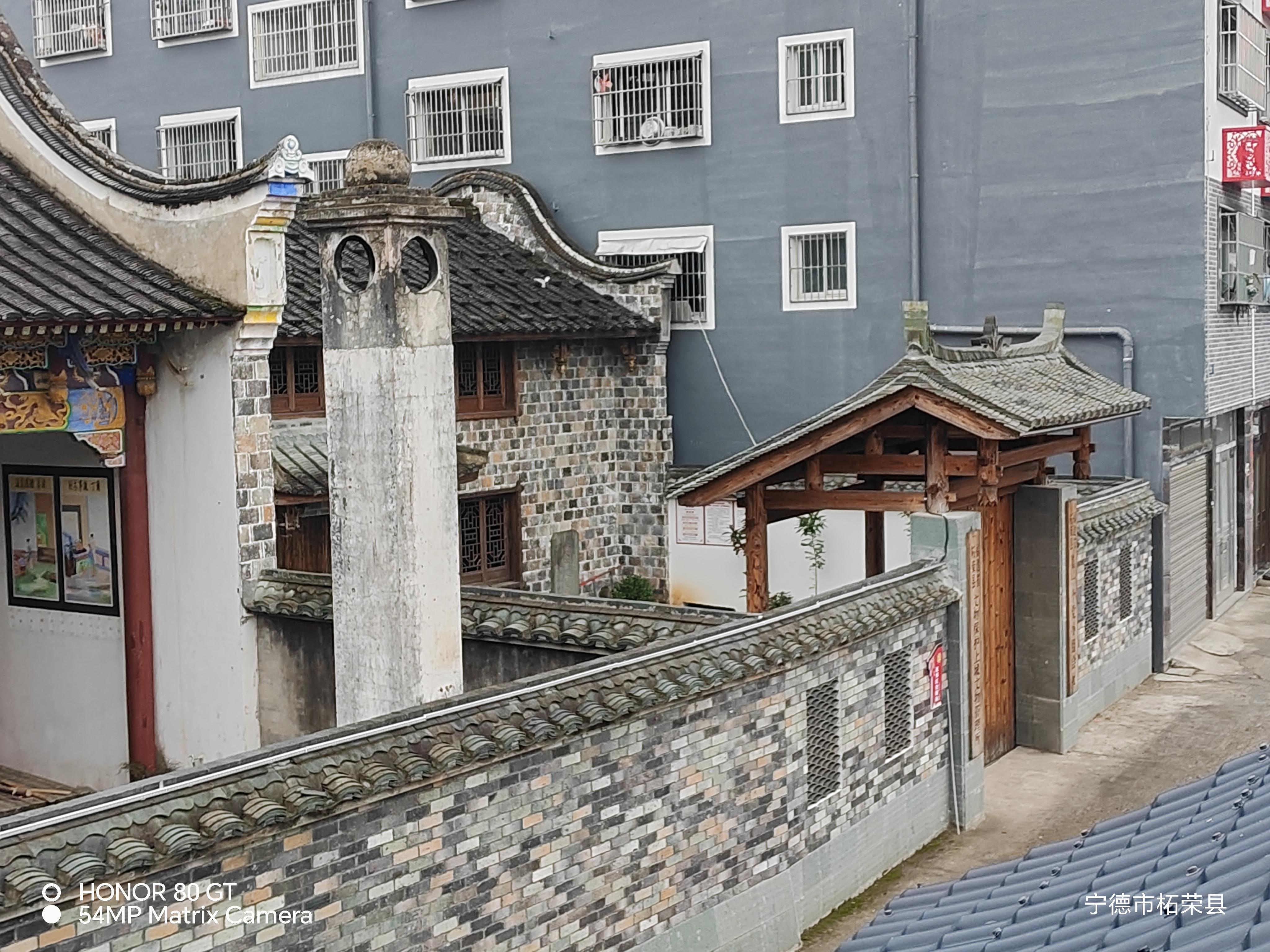
旧址外景，与刘氏宗祠相连
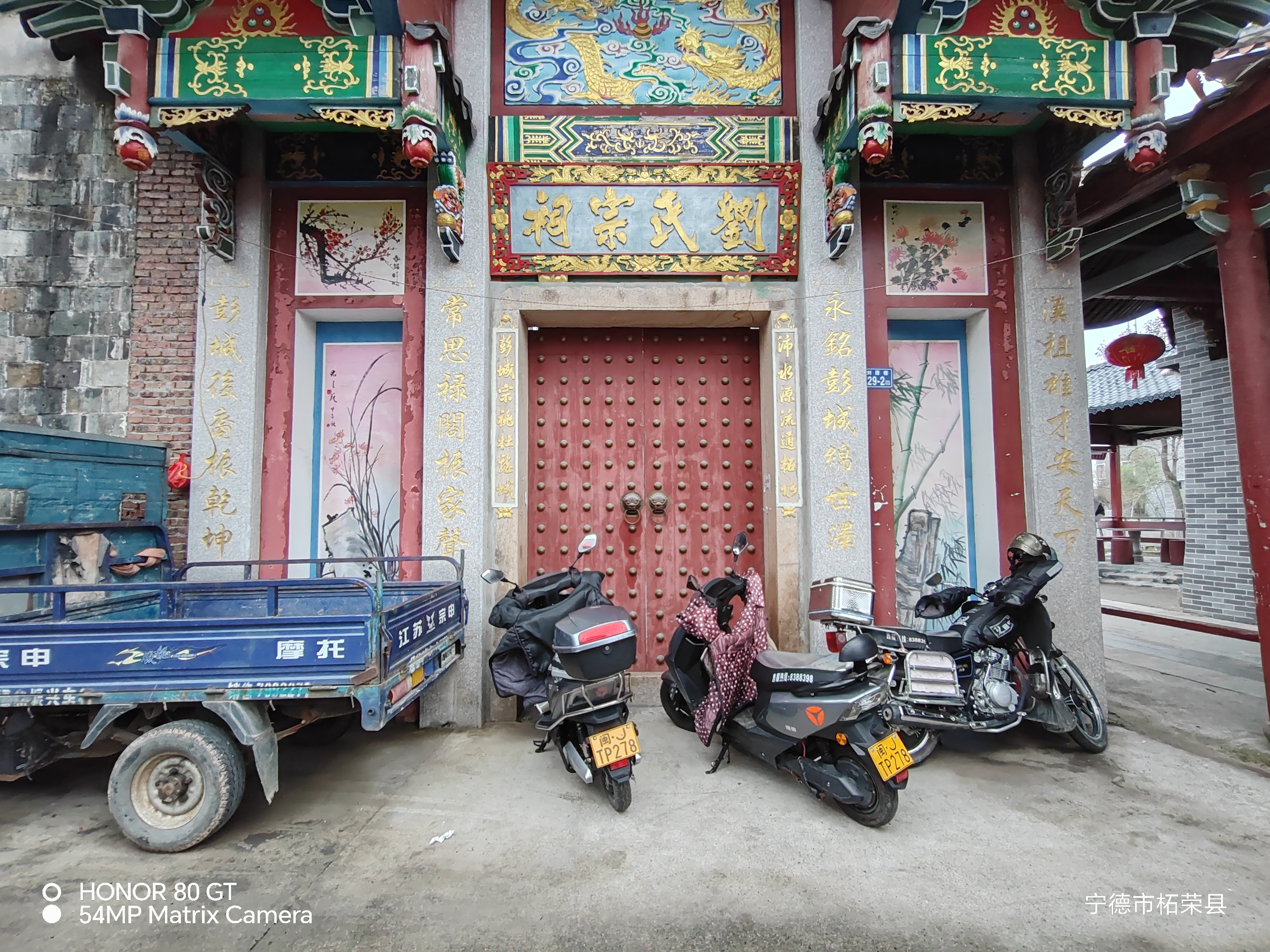
主体建筑刘氏宗祠的正门